# Maníaco do Trianon
Fortunato Botton Neto (São Paulo, 10 de setembro de 1963 — Taubaté, 1997) que ficou conhecido como o Maníaco do Trianon, foi um assassino em série brasileiro.
O Maníaco do Trianon era um garoto de programa que atuava no Parque Tenente Siqueira Campos, mais conhecido como Parque Trianon ou Parque do Trianon como é chamada a região em torno da área verde em frente do Museu de Arte de São Paulo (MASP) próximo à Avenida Paulista, em São Paulo, onde assassinava seus clientes.

## História
Entre 1986 e 1989, uma série de misteriosos assassinatos assustou a cidade de São Paulo. Um decorador, um psiquiatra, um diretor de teatro e um professor figuravam numa longa lista de mortos. Em comum, as vítimas eram homens, que tinham de 30 a 60 anos, viviam sozinhos, eram independentes financeiramente e todos eram homossexuais. Todos foram brutalmente assassinados com métodos que levaram a polícia a apostar na existência de um serial killer.
Os crimes, que integram o caso que ficou conhecido como os Assassinatos do Maníaco do Trianon, foram cometidos por Fortunato Botton Neto, um garoto de programa que atuava no Parque Trianon, conhecido ponto de prostituição masculina na região da Avenida Paulista, Fortunato matou estes homossexuais, com requintes de extrema crueldade.

## Crimes e morte
No dia 17 de agosto de 1987; a empregada do psiquiatra Antonio Carlos Di Giacomo chegou para trabalhar e encontrou um cenário de horror. Com pés e mãos amarrados e uma meia na boca, estava o médico santista, formado pela Escola Paulista de Medicina, que trabalhava no Hospital do Servidor Público. Ele foi encontrado morto no apartamento em que morava no Edifício Alice, na Rua do Rocio, no bairro da Vila Olímpia na zona oeste da capital paulista. 
A frieza com que Neto relatou este e os demais crimes chocou até os mais experientes policias que trabalhavam no caso. Em um de seus depoimentos, o maníaco diz: "Matar é como tomar sorvete: quando acaba o primeiro, dá vontade de tomar mais, e a coisa não para nunca". No apartamento das vítimas, onde bebia com elas até que ficassem totalmente alcoolizadas. Amarrava os tornozelos e os pulsos, amordaçava e matava por estrangulamento, golpes de faca ou chave de fenda. Terminado o serviço, ele vasculhava o apartamento da vítima à procura de dinheiro e objetos valiosos que pudessem ser vendidos facilmente sem levantar suspeita.
Com a precariedade investigativa da polícia da época, Fortunato teria saído impune de todos os crimes se não houvesse cometido o erro de ameaçar um cliente. Jovem, o cliente tinha medo que sua homossexualidade fosse descoberta pelos pais e Fortunato sabia disso. Ele passou a utilizar o medo do cliente para extorqui-lo com valores cada vez mais altos em troca de seu silêncio. Isso até que o jovem resolveu denunciá-lo e falar de sua personalidade violenta para os detetives que acompanhavam os casos dos assassinatos.
Aqueles policiais já estavam no encalço de Fortunato e a revelação do jovem era tudo o que precisavam para poder caçá-lo. Uma emboscada foi armada. O jovem usaria uma escuta e falaria com Fortunato, deixando claro que não lhe daria mais dinheiro e que qualquer caso entre eles estava acabado. Quando o homem resolvesse usar violência contra o jovem, a polícia apareceria e o prenderia. O plano deu certo e os assassinatos pararam.
Acontece que Fortunato tinha sérios problemas mentais que o faziam passar por "surtos". Quando fora deles, era uma pessoa normal e abertamente homossexual; ao entrar em um, se transformava em um monstro que abominava homossexuais e os culpava pelo surgimento da AIDS. Cada "surto" podia durar minutos, horas, dias ou semanas, explicando seus sumiços.
O Maníaco do Trianon no total matou 13 pessoas entre 1986 e 1989, mas foi condenado por três dos sete crimes que confessou. Morreu no presídio de Taubaté em São Paulo em fevereiro de 1997, de broncopneumonia decorrente da AIDS, que adquiriu de uma de suas vítimas.

## Na cultura popular
A história do Maníaco do Trianon e suas vítimas fez parte de uma série de reportagens produzidas pelo canal de televisão por assinatura Discovery Channel e integra o episódio O Maníaco do Trianon, da segunda temporada do programa Instinto Assassino, uma série que revela os pormenores de crimes atrozes cometidos por alguns dos mais sanguinários e perversos assassinos da América Latina. Composta por oito episódios de uma hora de duração, essa temporada foi filmada na Argentina, Brasil, Colômbia e México, analisando detalhadamente o atos de psicopatas.
No livro Dias de Ira: Uma História Verídica de Assassinatos Autorizados, escrito pelo jornalista de O Estado de S. Paulo Roldão Arruda, lançado pela Editora Globo, o escritor mostra com detalhes extensas páginas dos inquéritos policiais e depoimentos da época, que desembocariam nos processos judiciais. Nele, o jornalista traçou o perfil das vítimas desses crimes, e chegou a entrevistar Fortunato Botton Neto para o livro, em 1995. O escritor também descreve o momento político vivido pelo Brasil na década de 1980.